# It's a Love Thing
It's a Love Thing is een nummer van de Amerikaanse band The Whispers uit 1981. Het is de tweede single van hun tiende studioalbum Imagination.
Zoals veel nummers van van The Whispers kent ook "It's a Love Thing" een vrolijk geluid. Het is een optimistisch lied waarin de verteller zijn verliefdheid op een vrouw bezingt. De plaat werd een bescheiden hit in Amerika met een 28e positie in de Billboard Hot 100. In het Nederlandse taalgebied hebben The Whispers er een grotere hit aan overgehouden; met een 5e positie in de Nederlandse Top 40 en een 9e positie in de Vlaamse Radio 2 Top 30.